# Benito Quinquela Martín
Benito Quinquela Martín (Buenos Aires, 1º marzo 1890 – Buenos Aires, 28 gennaio 1977) è stato un pittore argentino.

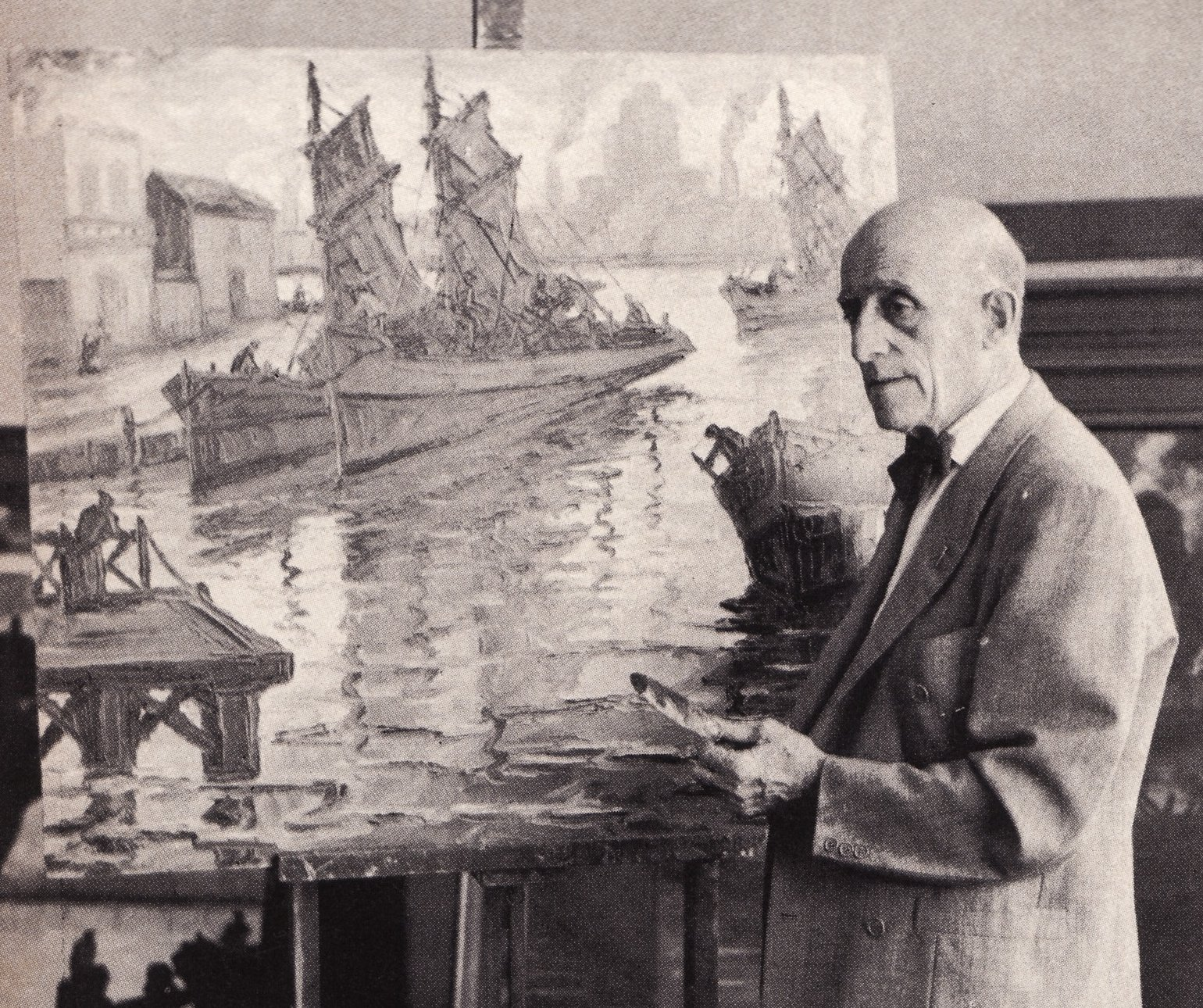
Quinquela Martín nel suo studio

Fu uno dei principali promotori del rilancio culturale del quartiere portuale della Boca, oggi diventata una delle principali attrazioni turistiche della capitale argentina.

## Biografia
Fu rinvenuto in fasce il 20 marzo 1890 davanti ad un orfanotrofio, motivo per cui la sua data di nascita fu ipotizzata essere il 1º marzo. A sei anni fu adottato dalla famiglia Chinchella, originaria della Liguria e residente nel quartiere portuale della Boca. Da adolescente lavorò di giorno nella carbonaia del padre adottivo mentre di sera frequentò una scuola artistica. Qualche anno dopo entrò nell'accademia Pezzini-Stiatessi dove, grazie agli insegnamenti del pittore italiano Alfredo Lazzari, poté affinare la sua tecnica.
Intorno al 1910 iniziò ad esporre in mostre occasionali, perlopiù tenutesi alla Boca. Nel 1920 ottenne il secondo premio all'Esposizione Nazionale. Lo stesso anno Quinquela Martín fu inviato come rappresentante dell'Argentina ad esporre a Rio de Janeiro dove fu presentato al presidente brasiliano Epitacio Pessoa. In quegli stessi anni divenne amico del presidente argentino Marcelo T. de Alvear il quale lo nominò cancelliere presso l'ambasciata argentina a Madrid. Nel 1923 Quinquela Martín espose al Círculo de Bellas Artes della capitale spagnola. Due anni dopo viaggiò in Francia dove alcune sue opere vennero acquistate da vari musei, tra i cui il Musée du Luxembourg. Nel 1928 espose a New York e successivamente all'Avana. L'anno seguente Quinquela Martín viaggiò alla volta dell'Italia dove fu organizzata una mostra delle sue opere presso il Palazzo delle Esposizioni di Roma. Benito Mussolini in persona visitò l'esposizione e acquistò alcuni quadri per la Galleria Nazionale d'Arte Moderna e Contemporanea. L'anno seguente infine visitò il Regno Unito esponendo a Londra. 
Rientrato in Argentina si dedicò alla filantropia, donando alcune delle sue opere a vari musei di Buenos Aires e promuovendo la nascita di istituzioni culturali nel quartiere della Boca. Promosse la riconversione di alcune strade del suo quartiere, come Caminito, in luogo d'arte nonché in un ritrovo di artisti.

## Omaggi
Alla Boca sorge una statua a lui dedicata, mentre parte delle sue opere sono conservate presso il Museo di Belle Arti Benito Quinquela Martín, anch'esso situato all'interno di quella che era la casa del pittore.